# Миколаївка (Костянтинівська сільська громада)
Микола́ївка —  село в Україні, в Костянтинівській сільській громаді Каховського району Херсонської області. Населення становить 216 осіб. Клуб. Бібліотека. 24 лютого 2022 року село тимчасово окуповане російськими військами під час російсько-української війни.

## Населення
Згідно з переписом УРСР 1989 року чисельність наявного населення села становила 224 особи, з яких 106 чоловіків та 118 жінок.
За переписом населення України 2001 року в селі мешкало 214 осіб.

### Мова
Розподіл населення за рідною мовою за даними перепису 2001 року:
| Мова       | Відсоток |
| ---------- | -------- |
| українська | 99,07 %  |
| російська  | 0,46 %   |
| угорська   | 0,46 %   |